# NGC 5615
NGC 5615 é uma galáxia espiral (S?) localizada na direcção da constelação de Boötes. Possui uma declinação de +34° 51' 55" e uma ascensão recta de 14 horas, 24 minutos e 06,4 segundos.
A galáxia NGC 5615 foi descoberta em 1 de Março de 1851 por William Parsons.